# Miracolul prieteniei: Marea aventură a lui Wilbur
Miracolul prieteniei: Marea aventură a lui Wilbur (engleză Charlotte's Web 2: Wilbur's Great Adventure) este un film de animație, continuarea filmului Miracolul prieteniei, produs în tandem de Parmount Pictures, Universal Studios (ca logo-ul este vazut in Comunicate de la nivel mondial), Universal Animation Studios (ca logo-ul este vazut in versiuni internationale), și Nickelodeon, regizat de Mario Piluso, și lansat de Universal Pictures pe 18 martie 2003 în Statele Unite. Este distribuit de Paramount Home Entertainment în Statele Unite și Universal Studios Home Entertainment de peste mări. Personajele din film sunt bazate pe cartea pentru copii “Charlotte's Web” de E. B. White. Filmul are mesaj despre prietenie și individualitate.
Filmul se învîrte în porcul Wilbur, care locuiește în agricole și are grijă de trei tineri păianjeni, care au fost fiice ale păianjen Charlotte, care a murit în primul film, și ar trebui să prevină noua dvs. prieten, un oaie numit Neagră Cardigan, pentru a fi mâncat de un vulpe apel Farly rău. Continuarea a fost pe larg comentat. TV a spus că filmul nu este de captare inima și spiritul original și a criticat, de asemenea, animatie (pe care el a numit pe cei săraci). Mike Long al DVD Talk a spus că, de asemenea, de animație este mediocre si dimineața zilei de sâmbătă arăta ca o caricatură.

## Sinopsis
Wilbur o porcul știe cât de importantă e prietenia. El a învățat asta de la un păianjen pe nume Charlotte. Când se întâlnește cu Cardigan, un mile singuratic, cei doi se împrietenesc imediat. Wilbur îi arată lui Cardigan bucuriile vieții de la fermă și îi prezintă trei păianjeni deosebiți: Nellie, Aranea și Joy, fiicele lui Charlotte.
Când fermierul Zuckerman îl vinde pe Cardigan altui fermier, Wilbur își dă seama ce trebuie să facă. Împreună cu un șobolan viclean, pe nume Templeton, Wilbur și fiicele lui Charlotte pornesc la drum pentru al găsi pe Cardigan.

## Cântece din film
1. "It's Not So Hard To Be A Pig"
2. "Watch Out Wilbur the Pig!"
3. "It's Good To Be Me"
4. "Charlotte's Kids"